# Günther Simon (Schauspieler)

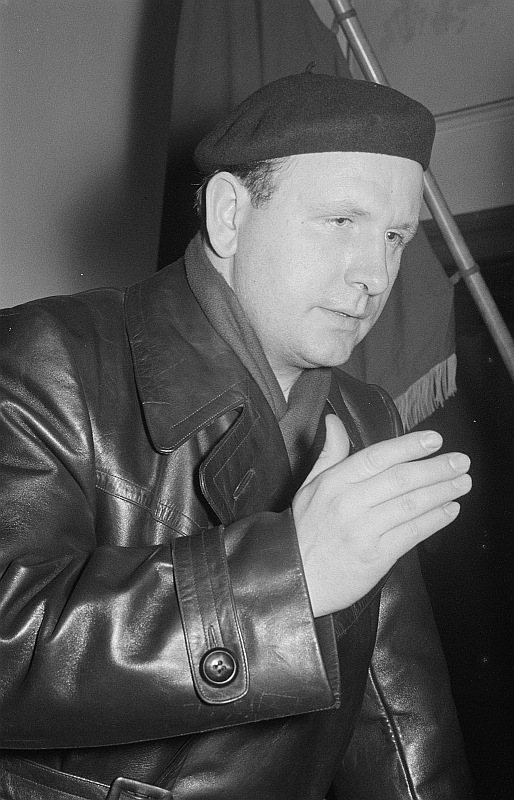
Günther Simon

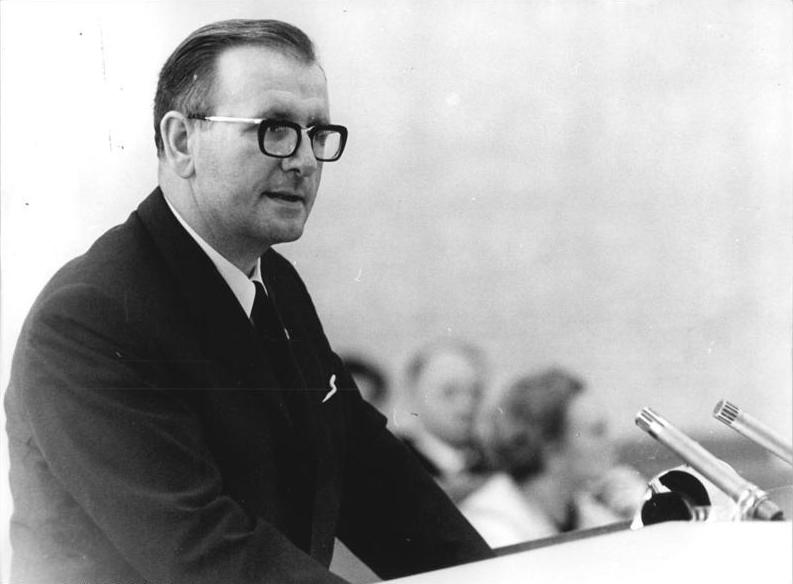
Günther Simon bei einer Rede auf der 17. DDR-Staatsratsitzung, Berlin 16. Mai 1969

Günther Simon (* 11. Mai 1925 in Berlin; † 25. Juni 1972 in Ost-Berlin) war ein deutscher Schauspieler. Er erlangte Bekanntheit durch Rollen in mehreren DEFA-Filmen.

## Leben
Der Sohn des Bankkaufmanns Friedrich Simon besuchte schon während seiner Zeit als Gymnasiast eine private Schauspielschule. Während seiner Zeit beim Reichsarbeitsdienst meldete er sich im August 1943 freiwillig zu den Fallschirmjägern. Am 15. Juni 1943 beantragte er die Aufnahme in die NSDAP und wurde rückwirkend zum 20. April desselben Jahres aufgenommen (Mitgliedsnummer 9.623.442). Während der Invasion der Alliierten wurde er in der Normandie eingesetzt und geriet in amerikanische Gefangenschaft, die er in einem Camp in Colorado verbrachte. Er sammelte im dortigen Lagertheater erste Bühnenerfahrungen.
Nach Kriegsende nahm er ab 1947 bei Karl Meixner am Hebbel-Theater Schauspielunterricht. Er debütierte am Stadttheater Köthen in Der Wirbelsturm von Dimitri Tscheglow. 1948 bis 1950 spielte er am Stadttheater Schwerin, wo er seine Frau Margaritha, eine Tänzerin, kennenlernte. Von 1950 bis 1951 war Simon am Staatstheater Dresden beschäftigt, danach kurzzeitig an den Städtischen Bühnen Leipzig.
Ab 1951 erhielt Simon auch Filmrollen. 1952 wurde er ausgewählt, in der aufwändigen zweiteiligen Verfilmung des Lebens von Ernst Thälmann die Titelrolle zu übernehmen. Simon prägte das Filmwerk entscheidend und bemühte sich, auch persönlich der dargestellten Rolle zu entsprechen. Er trat der SED bei und wurde Mitglied der zentralen Parteileitung des DEFA-Studios.
In den Jahren danach spielte Simon stets vorbildliche Sozialisten, Bauern, Arbeiter und väterliche Funktionäre. Ab Mitte der 1960er-Jahre verkörperte er diese Charaktere auch im Fernsehen. Gelegentlich erhielt er allerdings auch Rollen, die diesem Klischee nicht entsprachen wie in dem Film Lots Weib, wo er mit Unverständnis auf die Emanzipationsbestrebungen seiner Frau reagiert oder als Vater Zitterbacke in Alfons Zitterbacke, wo er seine komödiantischen Fähigkeiten unter Beweis stellen konnte.

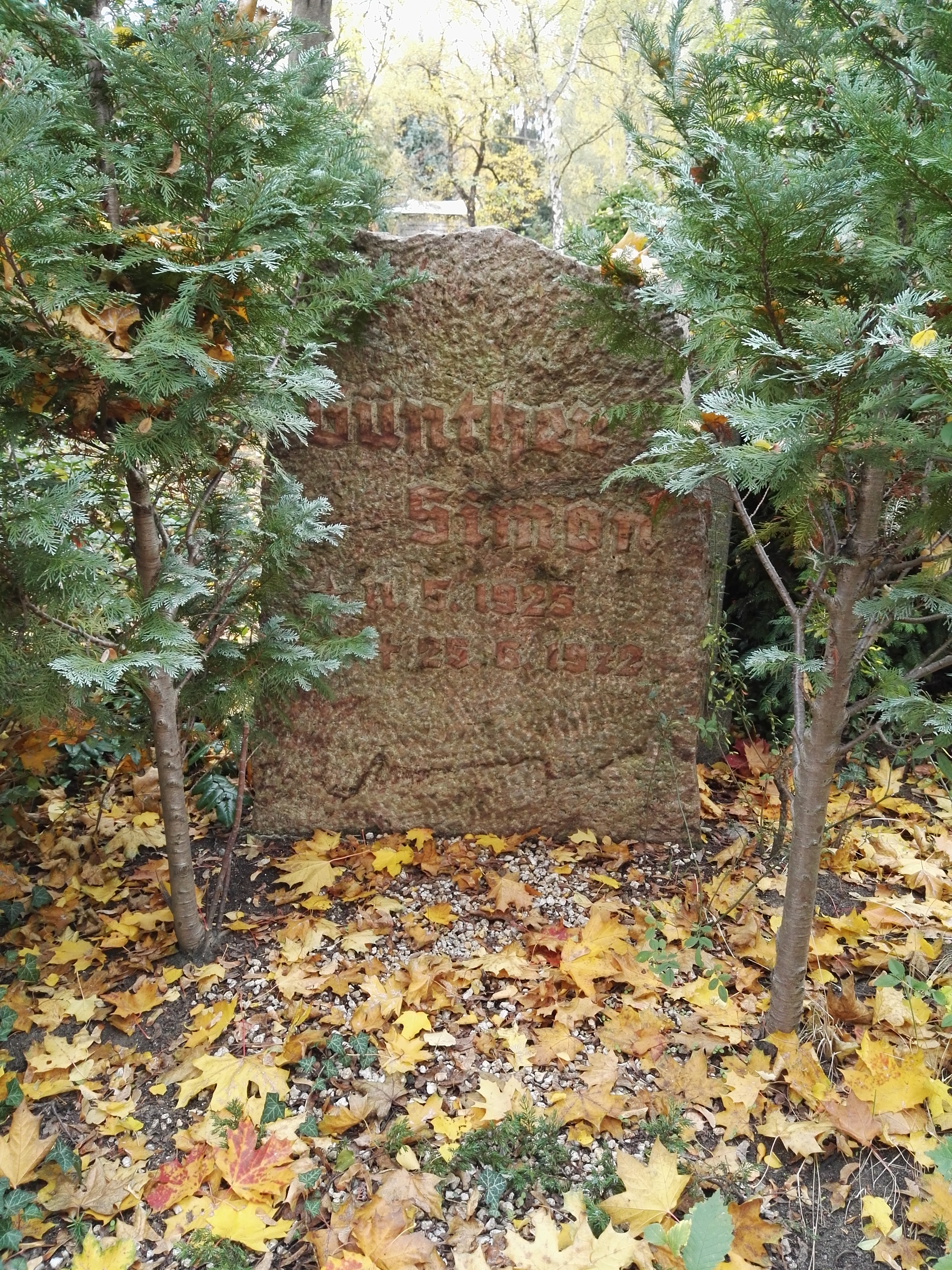
Grabstätte

Günther Simon hatte mit seiner Frau Rita drei Söhne und eine Tochter. Er wohnte in Berlin-Friedrichshain, Tilsiter Straße (heute Richard-Sorge-Straße). Simon verstarb nach kurzer, schwerer Krankheit im Alter von 47 Jahren. Seine Grabstätte befindet sich auf dem Dorotheenstädtischen Friedhof in Berlin.

## Filmografie
- 1952: Das verurteilte Dorf
- 1953: Anna Susanna
- 1953: Jacke wie Hose
- 1954: Ernst Thälmann – Sohn seiner Klasse
- 1955: Ernst Thälmann – Führer seiner Klasse
- 1956: Damals in Paris
- 1956: Treffpunkt Aimée
- 1956: Drei Mädchen im Endspiel
- 1956: Eine Berliner Romanze (Off-Sprecher)
- 1956: Das Traumschiff
- 1957: Sheriff Teddy
- 1957: Vergeßt mir meine Traudel nicht
- 1957: Tinko
- 1958: Das Lied der Matrosen
- 1958: Das schwarze Bataillon (Černý prapor)
- 1958: Meine Frau macht Musik
- 1958: Sonnensucher
- 1958: Geschwader Fledermaus
- 1958: Der Lotterieschwede
- 1959: Senta auf Abwegen
- 1959: Der kleine Kuno
- 1959: Der schweigende Stern
- 1959: Eine alte Liebe
- 1960: Einer von uns
- 1960: Der Moorhund
- 1960: Die heute über 40 sind
- 1960: Kein Ärger mit Cleopatra
- 1961: Die Liebe und der Co-Pilot
- 1961: Ärzte
- 1961: Das Kleid
- 1961: Der Fremde
- 1961: Eine Handvoll Noten
- 1961: Der Traum des Hauptmann Loy
- 1962: Gift (TV)
- 1962: Mord ohne Sühne
- 1963: An französischen Kaminen
- 1963: Nebel
- 1963: Geheimarchiv an der Elbe
- 1964: Schwarzer Samt
- 1964: Preludio 11
- 1964: Das Lied vom Trompeter
- 1964: Titel hab ich noch nicht
- 1965: Lots Weib
- 1965: Der Frühling braucht Zeit
- 1965: Wenn du groß bist, lieber Adam
- 1965: Der Reserveheld
- 1966: Alfons Zitterbacke
- 1966: Reise ins Ehebett
- 1966: Irrlicht und Feuer (Fernsehfilm, Zweiteiler)
- 1967: Brot und Rosen
- 1967–69: Krupp und Krause (TV-Fünfteiler)
- 1968: Heroin
- 1969: Verdacht auf einen Toten
- 1970: Jeder stirbt für sich allein (Fernsehfilm, 3 Teile)
- 1970: Weil ich dich liebe …
- 1971: KLK an PTX – Die Rote Kapelle
- 1972: Gefährliche Reise
- 1972: Reife Kirschen
- 1972: Der Regimentskommandeur

## Hörspiele
- 1955: Jan de Hartog: Schiff ohne Hafen (Meier, Steuermann) – Regie: Lothar Dutombé (Hörspiel – Rundfunk der DDR)
- 1957: Wolfgang Schreyer: Das Attentat (von Stauffenberg) – Regie: Lothar Dutombé (Rundfunk der DDR)
- 1958: Anna und Friedrich Schlotterbeck: S.M.S. Prinzregent Luitpold (Albin Köbis) – Regie: Theodor Popp (Rundfunk der DDR)
- 1958: Bruno Apitz: Nackt unter Wölfen (Lagerältester Krämer) – Regie: Joachim Witte (Rundfunk der DDR)
- 2002: Marianne Weil/Stefan Dutt: Legionäre, Guerilleros, Saboteure – Regie: Marianne Weil/Stefan Dutt (Ein sozialistisches Gesamthörspiel – DLR)

## Auszeichnungen
- 1954: Nationalpreis der DDR I. Klasse für Ernst Thälmann – Sohn seiner Klasse im Kollektiv
- 1955: Heinrich-Greif-Preis II. Klasse für Synchronisation von Das Lied vom Menschen
- 1956: Internationales Filmfestival Karlovy Vary: Bester männlicher Darsteller für Ernst Thälmann – Sohn seiner Klasse und Ernst Thälmann – Führer seiner Klasse[5]
- 1969: Nationalpreis der DDR I. Klasse für Krupp und Krause / Krause und Krupp im Kollektiv